# Silivri
Silivri is een Turks district in de provincie Istanboel en telt 221.723 inwoners (2023). Het district heeft een oppervlakte van 868 km².
De bevolkingsontwikkeling van het district is weergegeven in onderstaande tabel.
| 1997   | 2000    | 2007    | 2013    | 2023    |
| ------ | ------- | ------- | ------- | ------- |
| 95.623 | 108.155 | 125.364 | 155.923 | 221.723 |